# 愛河之心

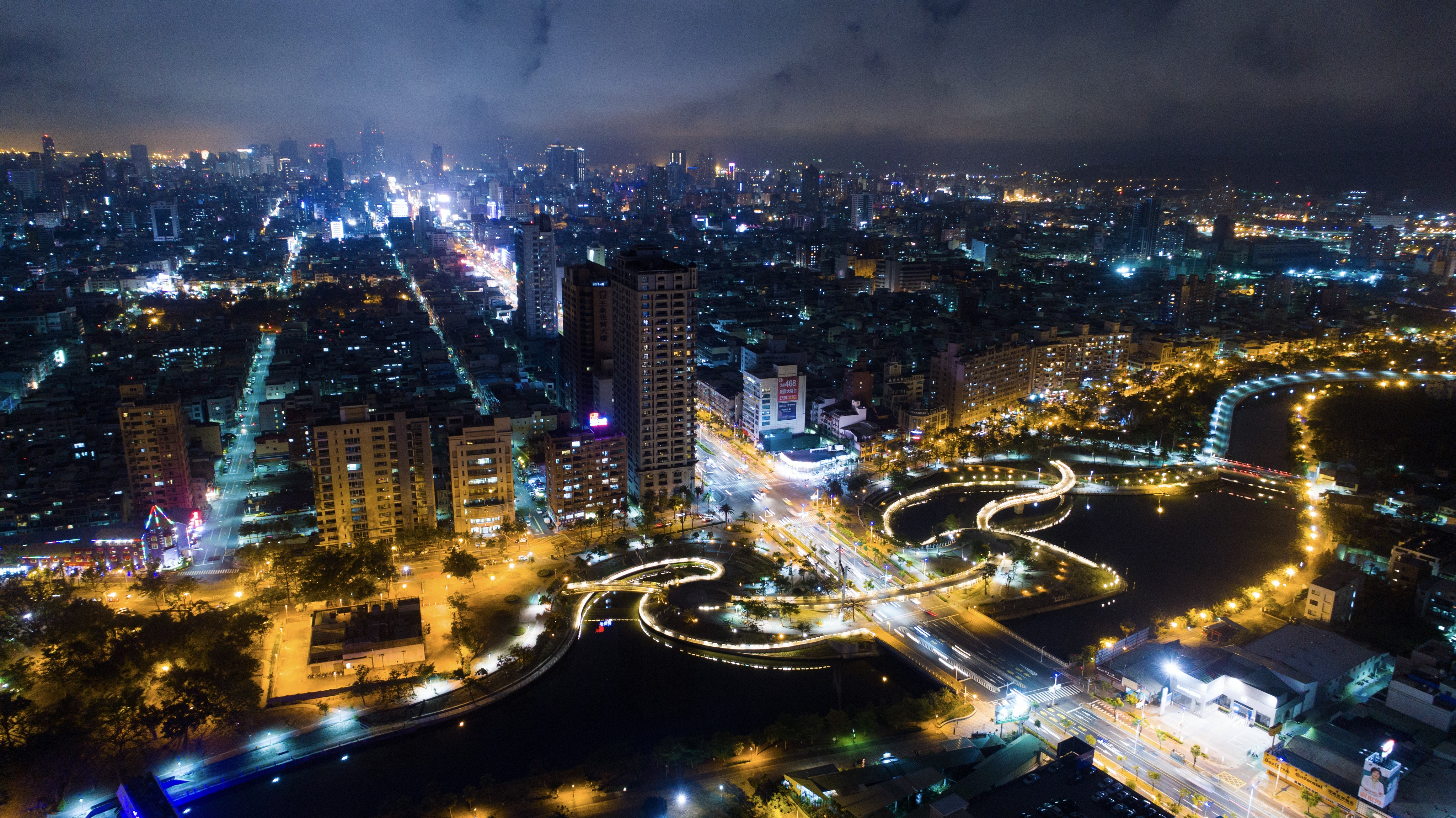
愛河之心

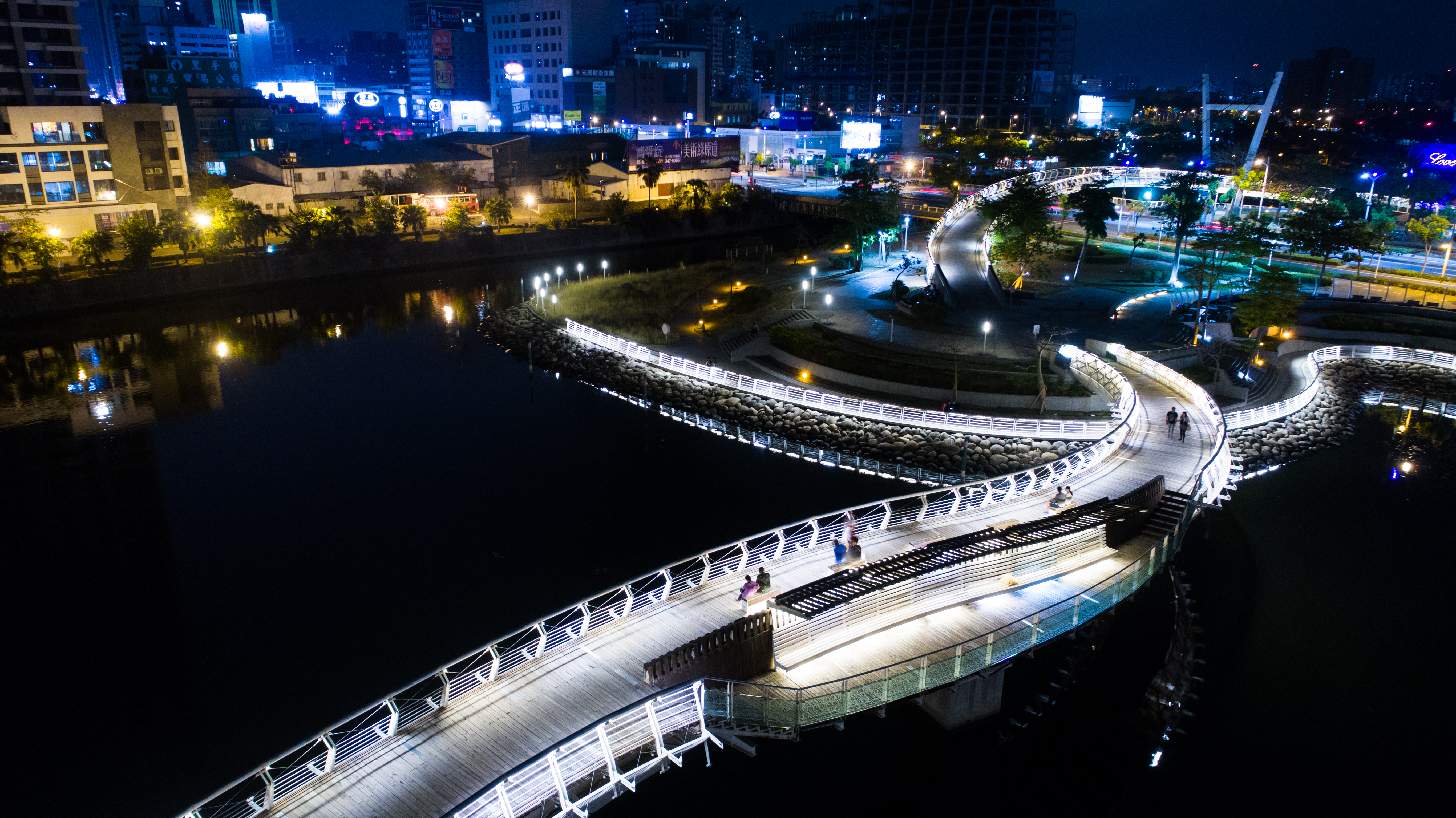
如意橋

愛河之心，又稱如意湖，位於台灣高雄市三民區，是座人工湖，以新臺幣1億7千萬元打造，於2006年動工，2007年11月4日啟用。愛河之心是由東湖與西湖構成，面積1.4平方公里，兩湖中間興建一座橋貫通。

## 設計理念
因愛河通行的船只能由愛河河口行駛到美術館，受到治平橋截流站水閘門管制無法往上行駛。當初為了讓愛之船能上溯到博愛橋，當時的代理市長陳其邁建構了《愛河之心－愛之船溯航計畫》。

## 歷史
- 2006年1月19日於三民區公所舉辦施工說明會。
- 2006年2月舉行動土典禮。[5]
- 2006年9月動工。
- 2007年11月4日啟用。[9]
- 2007年11月10日，愛河之心舉辦「愛河愛之船」溯航典禮。
- 2008年奪得「2008國家卓越建設獎」－優良環境文化類卓越獎。[10]
- 2009年獲得全球不動產協會 FIABCI全球卓越獎。[11]

## 設施
西湖約2.1公頃，作為迴船區及景觀湖，湖面上設計長度約100公尺的情人橋，採用S型造型。

東湖約1公頃，栽種水生植物以發揮局部淨水功能，並設置噴泉落瀑造景。

## 交通
※目前愛河愛之船「愛之船服務中心國賓站－愛河之心」航線已停航。

### 捷運
- 後驛站
- 凹子底站
- 環狀輕軌愛河之心站

### 公車
| 編號    | 經營業者   | 區間                             | 備註                     |
| ------- | ---------- | -------------------------------- | ------------------------ |
| 224     | 高雄客運   | 楠梓－歷史博物館(大公路)         | 例假日停駛。 二段收費。  |
| 33      | 漢程客運   | 金獅湖站－捷運鹽埕埔站(五福四路) | 二段收費。               |
| 301     | 南臺灣客運 | 加昌站－高雄車站（建國路）       | 二段收費。               |
| 301區間 | 南臺灣客運 | 臺鐵新左營站－高雄車站（建國路） |                          |
| 紅28    | 南臺灣客運 | 客家文物館－汾陽路口             | 部分班次延駛察哈爾街口。 |
| 紅29    | 南臺灣客運 | 捷運後驛站－陽明國小             |                          |
| 紅30    | 漢程客運   | 忠誠路口－高雄車站（建國路）     | 例假日停駛。             |
| 紅31    | 漢程客運   | 大裕路－高雄車站（建國路）       |                          |

### 公共自行車
- 高雄市公共自行車租賃系統：
  - 同盟博愛路口：同盟二路33號(對面人行道)
  - 博愛同盟路口：博愛一路/同盟一路口東北側

## 週邊設施
- 愛河
- 同盟公園

## 週邊機關
- 高雄市政府警察局三民第一分局
- 高雄市政府捷運局

## 外部連結
- 愛河之心官網